# Ambasciatori sassoni a Napoli
L'Ambasciatore sassone a Napoli era il primo rappresentante diplomatico della Sassonia presso il regno di Napoli (poi Regno delle Due Sicilie). 
Le relazioni diplomatiche iniziarono ufficialmente nel 1738 e perdurarono sino alla proclamazione del Regno d'Italia e l'annessione di Napoli al nuovo stato.

## Elettorato di Sassonia

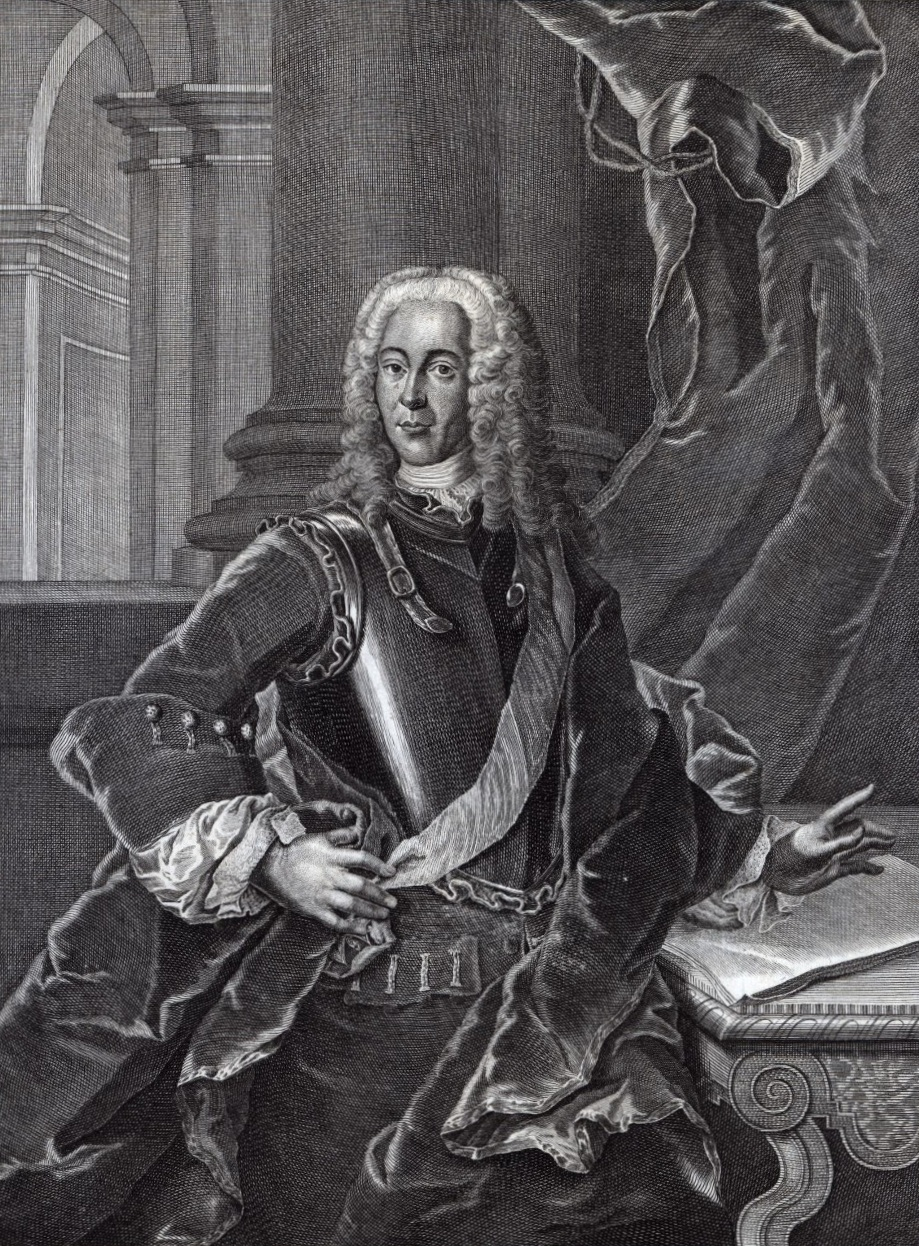
Joseph Anton Gabaleon von Wackerbarth-Salmour

- 1738–1739: Joseph Anton Gabaleon von Wackerbarth-Salmour
- 1739–1749: Giuseppe Salvatico
- 1749–1751: Alexius von D'Ollone
- 1751–1758: Friedrich Gottlob Adolph von Warnsdorff
- 1758–1769: Antonio Palumbo

1769-1859: Interruzione delle relazioni diplomatiche

## Regno di Sassonia
- 1859-1865: Wilhelm Bogislav Kleist vom Loß

1865: Chiusura dell'ambasciata